# Viktoria Mechkova
Viktoria Mechkova (en russe : Виктория Мешкова), née le 20 septembre 2000 à Iekaterinbourg, est une grimpeuse russe.

## Biographie
Elle remporte aux Championnats d'Europe d'escalade 2020 à Moscou trois médailles d'or, en bloc en difficulté et en combiné.

## Palmarès

### Championnats d'Europe
- 2020 à Moscou,  Russie
  -  Médaille d'or en difficulté
  -  Médaille d'or en bloc
  -  Médaille d'or en combiné